# Любомир Фърков
Любомир Иванов Фърков е български актьор.

## Биография
Роден е на 30 септември 1954 г. в град София, Народна република България.
През 1980 г. завършва НАТФИЗ „Кръстьо Сарафов“ със специалност „Актьорско майсторство за драматичен театър“ при професор Крикор Азарян.

### Актьорска кариера

#### Кариера в театъра
След завършването си постъпва в трупата на Драматичния театър „Владимир Трандафилов“ в град Видин и в продължение на три сезона играе в над 10 спектакъла и се превъплъщава в образите на Другия Петър в „Книга на царете“ на Маргарит Минков, Труфалдино в „Слуга на двама господари“ от Уилям Шекспир, Фарятиев във „Фантазиите на Фарятиев“ от Людмила Петрушевска и др.
Играе и в Драматичния театър „Сава Огнянов“ в Русе, Сатиричния театър „Алеко Константинов“, театър „Сълза и смях“, Русенската опера, частните театрални групи „Диалог“ и „Алтернатива“, театрите в Търговище, Кърджали и др.

#### Кариера в киното и телевизията
Фърков има няколко роли в киното и телевизията, включително в „Чертичката“, „Мечтател“, „Баш майсторът“, „Очите плачат различно“, „Апартамент под наем“, „Още нещо за любовта“, „На границата“, „Дамасцена: Преходът“, „Съни бийч“ и др.
През 1997 г. снима авторските си безсловесни скечове със заглавието „Пумпал“ по телевизия „Скат“, а след това реализира и другото си предаване „Мухи в ефир“.
Фърков озвучава в нахсинхронните дублажи на филми и сериали в „Доли Медия Студио“ от началото на 21-ви век.

## Филмография
- „Чертичката“ (1972)
- „Мечтател“ (1975)
- „Баш майсторът на море“ (тв, 1977) – Жорето
- „Много мили хора“ (тв, 1979) - вторият брат
- „Баш майсторът на екскурзия“ (тв, 1980) – Жорето
- „Баш майсторът фермер“ (тв, 1981) – Жорето
- „Баш майсторът началник“ (тв, 1983) – Жорето
- „Мост“ (1987)
- „Очите плачат различно“ (1989)
- „Бина“ (1990) – Петко
- „Любовниците“ (1991-1992), 8 серии - съсед (във 2-ра серия: Сами (1991))
- „Апартаментът“ (1991) – Съсед
- „Йосиф и Мария“ (1994)
- „Тувалу“ (1999) – Механик
- „Dark Descent“ (2002) – Арт
- „Търси се екстрасенс“ (2002) – Старшината
- „Апартамент под наем“ (2005)
- „Магна Аура – изгубеният град“ (2007)
- „Още нещо за любовта“ (2010) – пациент в болницата
- „На границата“ (2013) – Таско
- „Дамасцена: Преходът“ (2019) - директорът на розоварната
- „Съни бийч“ (2022)

## Дублаж
Сериали
- „Време за приключения“ – Цар Студ/Кейк, 2012
- „Джони Тест“ (втори дублаж на Доли Медия Студио), 2011
- „К-9“, 2010
- „Най-добрият ми приятел е маймуна“, 2009
- „Роботбой“ (дублаж на студио Доли), 2009
- „Финиъс и Фърб“ – Други гласове

Филми
- „Алвин и чипоносковците: Голямото чипоключение“ – Ернесто, 2015
- „Бикът Фердинанд“ – Клаус, 2017
- „Братът на мечката“ – Овен 1, 2003
- „Господарка на злото 2“ – Други гласове, 2019
- „Драконът, моят приятел“ – Други гласове, 2016
- „Дъмбо“ – Други гласове, 2019
- „Колите“ – Кланк/Шеф на екипа на Чик, 2006
- „Колите 2“ – Ейсър, 2011
- „Колите 3“ – Дъсти, 2017
- „Лешникотрошачката и четирите кралства“ – Други гласове, 2018
- „Напред“ – Полицай Ейвъл, 2020
- „Прокълнатият замък“, 2007[4]
- „Разбивачът Ралф“ – Други гласове, 2012
- „Ралф разбива интернета“ – Други гласове, 2018
- „Робин Худ“ – лешоядът Натси, 2008
- „Самолети“ – Спарки, 2013
- „Самолети: Спасителен отряд“ – Спарки, 2014
- „Семейство Робинсън“ – Други гласове, 2007
- „Търсенето на Дори“ – Мида, 2016
- „Турбо“ – Други гласове, 2013
- „УОЛ-И“ – Други гласове, 2008
- „Феноменалните 2“ – Други гласове, 2018

## Личен живот
Женен е за актрисата Даниела Горанова.

## Други дейности
През 1994 г. създава собствена продуцентска къща „Фори“, която през 2008 г. преструктурира в широкоспектърна агенция, реализирала комедийния спектакъл „Гълтай“, шоу програми, реклами за търговската мрежа и продуцентски инициативи.

## Награди
- 1987 – награда за второстепенна роля на САБ
- 1989 – награда на Осмия национален преглед на българската драма и театър